# برج (انیمیشن)
برج انیمیشنی به کارگردانی متس گرورود کارگردان نروژی است. این انیمیشن در سال ۲۰۱۸ اکران شد و اولین فیلمی است که داستان فلسطینیان را از طریق عروسک‌های ادغام شده با فناوری‌های مدرن ارائه می‌دهد.